# محله محمدیه
محله محمدیه نام محله‌ای از محلات تهران قدیم است که در جنوب ناحیه بازار تهران قرار داشت. این محله از میدان محمدیه یا همان میدان اعدام یا میدان پاقاپوق شروع می‌شد و به گارماشین و دروازه عبدالعظیم ختم می‌گردید.
از جمله مناطق و محله‌هایی که در محدوده محله بزرگ و پرجمعیت محمدیه واقع بودند می‌توان به موارد ذیل اشاره کرد:
محله صابون‌پزخانه (صامپزخونه)، چاله میدان، چال سیلابی، سر قبر آقا، بازارچه زعفران باجی، گود زنبورکخانه، گذر بابا نوروزعلی، باغ انگوری، چال خرکشی، عمارت گمرک، انبار گندم، غسالخانه و بالاخره میدان معروف و تاریخی موسوم به میدان امین السلطان.
ضمنا سه تا از دروازه‌های معروف طهران یعنی: دروازه محمدیه، دروازه حضرت عبدالعظیم و دروازه غار در محدوده این محله قدیمی قرار داشتند.